# Bioanalytik
Bioanalytik är ett högskoleutbildningsprogram i Finland.
I Finland är bioanalytik ett utbildningsprogram för bioanalytiker.
Bioanalytik handlar om laboratorieundersökningar för att påvisa sjukdomar eller tillstånd hos människan, till exempel bestämning av glukoshalten i blodet för att påvisa diabetes.
En bioanalytiker jobbar på laboratorier inom vårdsektorn (sjukhus, hälsovårdscentral), läkemedelsindustrin och forskning.
En bioanalytiker skall vara förtrogen med människokroppen och alla dess celler. Dessutom bör en bioanalytiker förstå förändringar som sker i kroppen vid sjukdom och ha kunskap om olika kliniska laboratorieundersökningar som används för att diagnostisera sjukdomar. Bioanalytiken är en del av sjukdomsdiagnostiken.
I studierna ingår människans anatomi och fysiologi, cellbiologi, histologi, biokemi, molekylärbiologi, genetik, immunologi, hematologi, mikrobiologi, kemi och fysik. En stor del av studierna handlar också om metodologi och metodik kring de olika laboratorieundersökningarna och innehåller laborationer.
Inom bioanalytik finns olika delområden:
- En patient med angina/halsfluss kan få hjälp av mikrobiologisk bioanalytik som undersöker mikrober.
- En patient med leukemi kan få hjälp av hematologisk bioanalytik som undersöker blodceller.
- En patient med diabetes kan få hjälp av biokemisk bioanalytik som undersöker ämnen i blod och kroppsvätskor.
- En patient med rytmstörningar kan få hjälp av fysiologisk bioanalytik som undersöker fysiologiska funktioner.
- En patient med en ärftlig sjukdom kan få hjälp av molekylärbiologisk bioanalytik som undersöker gener.
- En patient med tumörer kan få hjälp av cytologisk och histologisk bioanalytik som undersöker celler och vävnader.

En laboratorieundersökning handlar inte enbart om att analysera. Ofta är den viktigaste fasen i en laboratorieundersökning det som sker före provets analysering, den så kallade preanalytiska fasen. 
Provtagningsförberedelserna, provtagningstillfället och patientbemötandet påverkar undersökningens tillförlitlighet. Det är viktigt att beakta patientidentifieringen, provtagningsmaterial, provtagningstidpunkten och rätt provtagningsteknik.
Bioanalytik omfattar 3,5 år av högskolestudier och en bioanalytiker blir specialist på hela laboratorieundersökningsprocessen. 